# Enchanted: Once Upon Andalasia
Enchanted: Once Upon Andalasia è un videogioco d'avventura sviluppato dalla A2M e pubblicato dalla Disney Interactive per Game Boy Advance nel 2007. Il videogioco è ispirato ai personaggi dell'omonimo film della Walt Disney Pictures, di cui rappresenta una sorta di prequel. Il videogioco è stato commercializzato in esclusiva negli Stati Uniti dai negozi della catena Target. Nello stesso anno è stato pubblicato anche il videogioco Come d'incanto, pubblicato per Nintendo DS.